# Katterjåkk (halte)
Katterjåkk Turiststation (vroeger: Oud Vassijaure) is een plaatsaanduiding binnen de Zweedse gemeente Kiruna. De plaats wordt gevormd door een halteplaats (code Kjå, sinds 1903) aan de Ertsspoorlijn (zelf aangeven of je in- of uit wil stappen), maar er is ook een parkeergelegenheid aan de Europese weg 10, die hier plaatselijk Lapplandia heet. In Katterjåkk is een weerstation. Het is genoemd naar de gelijknamige rivier.

## Opmerking
De coördinaten zijn geschat aan de hand van de plaatsen Riksgränsen en Vassijaure. Er worden namelijk nergens coördinaten van dit station gegeven.